# Load Inc.
Pour les articles homonymes, voir Load.
Load Inc. (pour Legacy of Artists and Developpers Incorporated) était un studio français de développement de jeu vidéo, fondé en 2004 et basé à Paris. C'est un studio de développement spécialisé dans les jeux vidéo sur consoles, smartphones et tablettes.
La société a été mise en liquidation judiciaire le  20 septembre 2011.

## Jeux produits
- 2006 : Mad Tracks sur Windows, édité par Micro Application
- 2007 : Mad Tracks sur Xbox Live Arcade, édité par D3Publisher
- 2009 : Mad Tracks sur Wii, édité par Neko Entertainment et Big Ben Interactive
- 2010 : Things on Wheels sur Xbox Live Arcade, édité par Focus Home Interactive
- 2011 : Mad Tracks sur iOS et Android, édité par Namco

## Prix
La version Xbox Live Arcade de Mad Tracks a été nommée au Prix du meilleur jeu console aux Milthon du jeu vidéo 2007.